# Morwamosu
Morwamosu – wieś w Botswanie w dystrykcie Southern. Według spisu ludności z 2011 roku wieś liczyła 696 mieszkańców.